# Немезида 3: Важка здобич
«Немезида 3: Важка здобич» (англ. Nemesis III: Prey Harder) — американський фантастичний бойовик, режисера Альберта Пьюна. Фільм знімався тільки для відео.

## Сюжет
У 2077 кіборги завоювали землю. У людства залишилося лише одна надія — жінка-мутант Алекс. Кіборги створили нове покоління, щоб її знищити. Фарнсворт 2 з цілою бригадою кіборгів повинен зловити її, визначити тип її ДНК і дізнатися, чи не народила вона потомство.

## У ролях
- Сью Прайс — Алекс
- Тім Томерсон — Фарнсворт 2
- Норберт Вайссер — Едсон
- Ксавье Де Кліе — Джонні
- Шерон Брунео — Лок
- Деббі Магглі — Дітко
- Урсула Сарсев — Рамі
- Ерл Вайт — Брік / Джума
- Джон Х. Епштейн — Майкл
- Чад Стахелскі — Небула
- Карен Стадер — Зама
- Боббі Браун — повстанець 1 / Боб
- Джахі Дж.Дж. Зурі — повстанець 2
- Шелтон Бейлі — ватажок племені
- Цинкью Гленді — маленька Джуна
- Леонард МакКензі — воїн племені
- Рік Воллес — воїн племені
- Кеннет Салахдкв  — воїн племені
- Джон Джонс — воїн племені
- Стівен Естес — воїн племені
- Деріл Харден — воїн племені
- Джеррі Лі — воїн племені
- Філіп МакКінні — воїн племені
- Том Вайтлі — воїн племені